# Village Vanguard

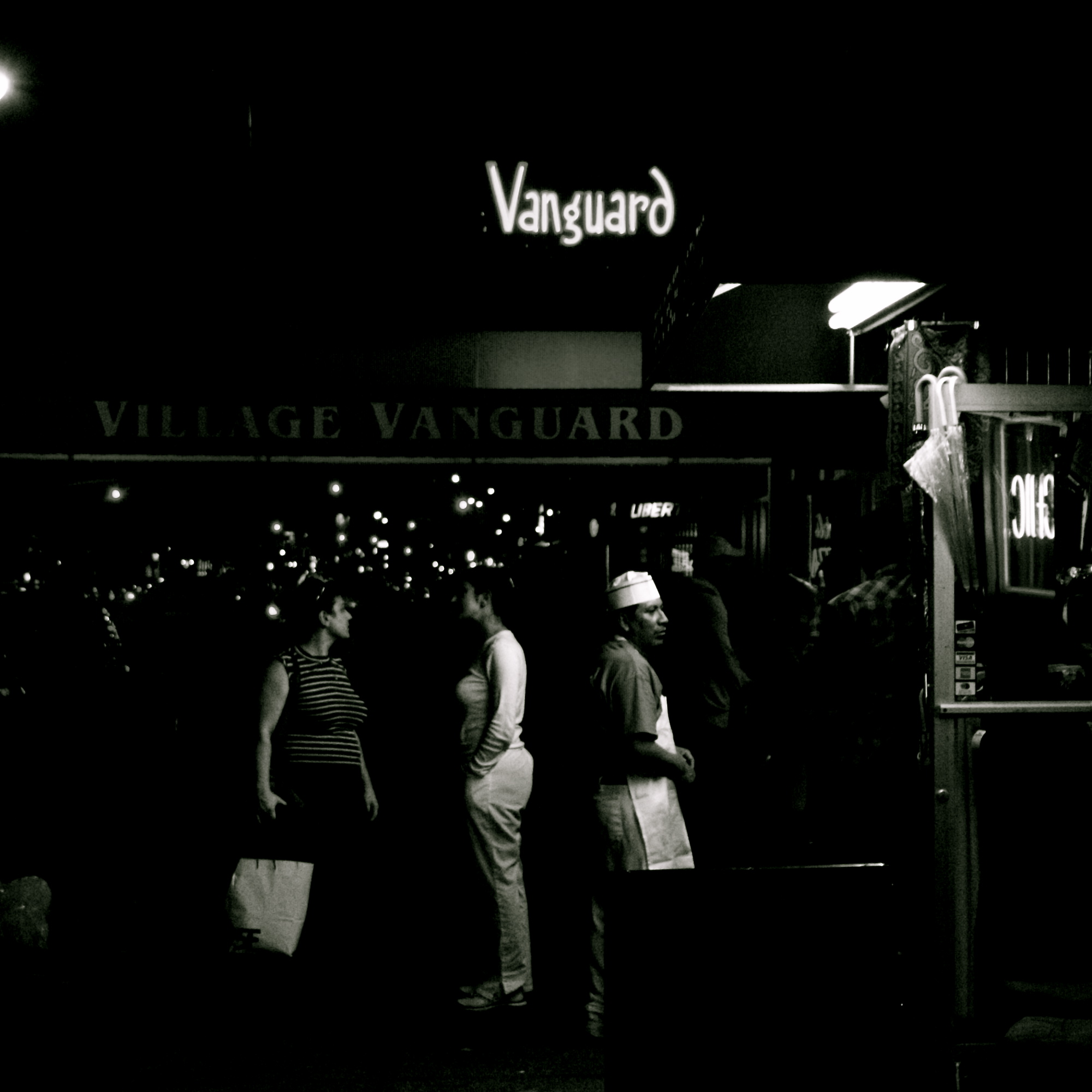
El Village Vanguard

El Village Vanguard és un cèlebre club de jazz de New York als Estats Units situat al 178 de la Setena Avinguda (a l'altura del carrer 11) al barri de Greenwich Village. Va ser fundat cap a 1935 i ha acollit els millors músics de jazz, des de John Coltrane qui hi va produir famoses gravacions a Bill Evans o Wynton Marsalis.

## Els principals enregistraments alVillage Vanguard
- 2007: Live at the Village Vanguard de Bill Charlap, a Blue Note.
- 1999: Live at the Village Vanguard de Wynton Marsalis, a Sony.
- 1984: Live at the Village Vanguard de Michel Petrucciani, a Blue Note.
- 1976: Homecoming: Live at the Village Vanguard de Dexter Gordon, a Sony.
- 1970: Betty Carter at the Village Vanguard de Betty Carter, a Verve.
- 1967: Live at the Village Vanguard Again! de John Coltrane a Impulse!.
- 1963: Impressions de John Coltrane a Impulse!.
- 1961: The Complete 1961 Village Vanguard Recordings de John Coltrane.
- 1961: Live at the Village Vanguard de John Coltrane, a Impulse!.
- 1961: Sunday at the Village Vanguard de Bill Evans.
- 1957: Night at the Village Vanguard de Sonny Rollins, a Blue Note.